# Kruishoutem
Kruishoutem (trong tiếng Pháp và tiếng Anh Cruyshautem) là một đô thị ở tỉnh Oost-Vlaanderen, Bỉ. Đô thị này bao gồm các thị xã Kruishoutem, Nokere và Wannegem-Lede. Tại thời điểm ngày 1 tháng 1 năm  2011 Kruishoutem có tổng dân số 8.140 người. Tổng diện tích là 46,76 km² với mật độ dân số là 174 người trên mỗi km².